# Park Jeong-min
Park Jeong-min (박정민?, Bak Jeong-minLR; Chungju, 24 marzo 1987) è un attore sudcoreano.

## Biografia
Nel 2005 Park si è iscritto alla facoltà di studi umanistici della prestigiosa Università della Corea e successivamente ha abbandonato gli studi con l'intenzione di diventare un regista. Si è dapprima iscritto alla Korea National University of Arts seguendo gli studi per una specializzazione nella regia cinematografica ma successivamente ha cambiato specializzazione laureandosi in recitazione.
Nel 2011 Park fa il suo debutto sul grande schermo nel film indipendente acclamato dalla critica Pasukkun, ottenendo la candidatura come miglior attore esordiente ai Buil Film Awards.
La svolta professionale avviene nel 2016 con la sua interpretazione in Dongju in cui recita la parte di Song Mong-gyu, cugino del poeta Yun Dong-ju noto per le sue opere di resistenza durante il periodo di occupazione giapponese della Corea. Questa interpretazione gli è valsa il plauso della critica, ottenendo numerosi riconoscimenti in patria tra i quali il Baeksang Arts Award, il Blue Dragon Film Award e il Director's Cut Award come miglior attore debuttante e il Chunsa Film Art Award come miglior attore non protagonista.
Nel 2017 Park ritorna a teatro interpretando Romeo nell'adattamento coreano del Romeo e Giulietta di William Shakespeare, con Moon Geun-young nelle vesti di Giulietta.
Nel 2018 ha recitato nel film Geugeonman-i nae sesang, interpretando un prodigioso pianista affetto dalla sindrome del savant. Nello stesso anno ha partecipato al film Yeomnyeok e al film drammatico Byeonsan di Lee Joon-ik, in cui interpreta il rapper protagonista.
Nel 2019 Park ha preso parte al film thriller Sabaha, al film poliziesco Ta-jja: Won A-i-deu Jaek e al film comico Sidong.
Nel 2020 Park ha fatto parte del cast per il film Netflix Sanyangui Sigan presentato in anteprima al Festival di Berlino 2020. Nello stesso anno Park ha recitato nel film thriller Liberaci dal male (Daman ageseo guhasoseo), film che ha concluso l'anno come il secondo miglior incasso al botteghino tra i film sudcoreani; per la sua interpretazione, Park si è aggiudicato il Blue Dragon Film Award, il Baeksang Arts Award, il Korean Association Film Critics Award e il Chunsa Film Art Award come miglior attore non protagonista.
Nel 2021 Park fa il suo debutto alla regia in un episodio della serie web Eonpeureimdeu, presentata in anteprima al Busan International Film Festival così come la serie originale Netflix Hellbound (Jiok), grazie alla quale Park fa il suo ritorno sul piccolo schermo. Sul grande schermo, Park partecipa al film Miracle (Gi-jeok).
Nel 2023 Park partecipa al film Milsu di Ryoo Seung-wan per il quale ottiene le candidature al Baeksang Arts Award, al Blue Dragon FIlm Award e al Premio Daejong come miglior attore non protagonista.
Nel 2024 Park compare in un'altra serie originale Netflix intitolata The 8 Show (Deo e-iteu syo) basata sui webtoon Naver Money Game e Pie Game ad opera di Bae Jin-soo. Nello stesso anno compare nel film originale Netflix Guerra e rivolta (Jeon, Ran) e nel film Haeolbin.

## Filmografia parziale

### Attore

#### Cinema
- Pasukkun, regia di Yoon Sunghyun (2011)
- Daensing Kwin, regia di Lee Seok-hoon (2012)
- Jeonseorui Jumeok, regia di Kang Woo-suk (2013)
- The Flu - Il contagio (Gamgi), regia di Kim Sung-su (2013)
- Deul-gae, regia di Kim Jung-hoon (2013)
- Pikkeulneun cheongchun, regia di Lee Yeon-woo (2014)
- Dongju, regia di Lee Joon-ik (2016)
- Sunjeong, regia di Lee Eun-hee (2016)
- Deo king, regia di Han Jae-rim (2017)
- Geugeonman-i nae sesang, regia di Choi Sung-hyun (2018)
- Yeomnyeok, regia di Yeon Sang-ho (2018)
- Byeonsan, regia di Lee Joon-ik (2018)
- Sabaha, regia di Jang Jae-hyun (2019)
- Ta-jja: Won A-i-deu Jaek, regia di Kwon Oh-kwang (2019)
- Sidong, regia di Choi Jung-yeol (2019)
- Sanyangui Sigan, regia di Yoon Sung-hyun (2020)
- Liberaci dal male (Daman ageseo guhasoseo), regia di Hong Won-Chan (2020)
- Miracle (Gi-jeok), regia di Lee Jang-hoon (2021)
- Decision to Leave (He-eojil gyeolsim), regia di Park Chan-wook (2022)
- 1seung, regia di Shin Yeon-shick (2023)
- Milsu, regia di Ryoo Seung-wan (2023)
- Cheonbaksa toema yeon-guso: Seolgyeong-ui bimil, regia di Kim Seong-sik (2023)
- Haeolbin, regia di Woo Min-ho (2024)
- Guerra e rivolta (Jeon, Ran), regia di Kim Sang-man (2024)

#### Televisione
- Drama Special (Deurama seupesyeol) – serie TV, episodio 14x02 (2011)
- Sachun-gi medley – miniserie TV (2013)
- Neohuideur-eun po-widwaetda (너희들은 포위됐다?) – serie TV, 20 episodi (2014)
- Eungdaphara 1988 – serie TV, 2 episodi (2015)
- Entourage (Anturaji) – serie TV, 15 episodi (2016)
- Mr. Sunshine (Miseuteo Seonsyain) – serie TV, episodio 22x01 (2018)
- Hellbound (Jiok) – serie TV, 6 episodi (2021)
- Byeolttongbyeol – serie TV, episodio 1x01 (2022)
- The 8 Show (Deo e-iteu syo) – serie TV, 8 episodi (2024)
- Newtopia (뉴토피아?) – serie TV, 7 episodi (2025)

### Regista
- Eonpeureimdeu – serie TV, episodio 1x01 (2021)

### Sceneggiatore
- Eonpeureimdeu – serie TV, episodio 1x01 (2021)